# 후지모토 슈지
후지모토 슈지(일본어: 藤本 修司, 1988년 4월 10일 ~ )는 일본의 전 축구 선수이다.

## 구단 경력
과거 제프 유나이티드 지바, 가이나레 돗토리에서 활동하였다.